# プトレマイオス12世
プトレマイオス12世アウレテス（Πτολεμαίος ΙΒ' Αυλητής、紀元前117年 - 紀元前51年）は、古代エジプトプトレマイオス朝のファラオ（在位：紀元前80年 - 紀元前58年、紀元前55年 - 紀元前51年）。父はプトレマイオス9世、妻はクレオパトラ5世。子にクレオパトラ6世、ベレニケ4世、クレオパトラ7世、アルシノエ4世、プトレマイオス13世、プトレマイオス14世。

## 生涯
紀元前80年、プトレマイオス11世がアレクサンドリア市民の反乱で殺害されると、正当な子孫ではなかったもののファラオとなる。姉妹のクレオパトラ5世(または6世)と結婚。増大するローマの圧力や内政の混乱を省みず、遊楽にふけったため笛吹き王（アウレテス）と揶揄される。但し、正統な後継者でなく（前王の従兄弟であり、プトレマイオス王家の中では傍流と看做されていたものと考えられる。）、が、そのために行ったローマに対する贈賄工作や貢納はエジプト国民に対する増税につながり、国民の不満を増大させた。
結果、諸政策で批判を浴び、自らの弟の統治するキプロスをローマに奪われ見殺しにしたことで反乱が発生し、紀元前58年に一旦退位し、ローマへ亡命した。反乱後はクーデターにより娘のベレニケ4世がファラオとなり、共同統治者としてプトレマイオス12世の妻クレオパトラ5世が選ばれているが、彼女と長女のクレオパトラ6世は短期間に死亡しており、ベレニケに暗殺されたと思われる。
本国がベレニケにより良いように操られ、事態を重く見たプトレマイオスは、紀元前55年にローマのポンペイウスとアウルス・ガビニウスらの支援を受けて復位し、次女ベレニケ4世の軍勢を破り捕縛すると、彼女を処刑した。以後紀元前51年まで在位し、自らの後任としてクレオパトラ7世及びプトレマイオス13世に共同でファラオに就くよう言い遺し亡くなった。
彼は王族であることは確かなようだが直系ではなく、反対勢力が多く権力基盤が脆弱であったために、ローマの支援に依存せざるを得なかったこともあり、次女・ベレニケ4世の王国乗っ取りを阻止したという点では評価されている。